# Dipterocarpus tuberculatus
Espèce
Classification phylogénétique
Statut de conservation UICN

 NT  : Quasi menacé
Dipterocarpus  tuberculatus est un grand arbre sempervirent d'Asie du Sud-Est, appartenant à la famille des Diptérocarpacées.

## Répartition
Cambodge; Inde; Laos; Myanmar; Thaïlande; Viet Nam